# گراهام چیپ‌چیس
گراهام چیپ‌چیس، (به انگلیسی: Graham Chipchase) (زاده ۱۷ ژانویه ۱۹۶۳) کارآفرین، حسابدار و مدیر ارشد اجرایی بریتانیایی است، که در حال حاضر به‌عنوان مدیر عامل اجرایی شرکت رگزم فعالیت می‌کند.